# クイズ!いち2の三枝
『クイズ!いち2の三枝』（クイズ いちにのさんし）は、一部のテレビ朝日系列局で放送されていたテレビ朝日製作のクイズ番組である。製作局のテレビ朝日では1992年10月14日から1993年3月10日まで、毎週水曜 19:00 - 19:30 （日本標準時）に放送。

## 概要
桂三枝（現・6代目桂文枝）が司会を務めていた番組で、イメージキャラクターには三枝をモチーフにした「桂三四郎」（柔道家の格好をしていた）を起用していた。
ローカルセールス枠での放送だった。
番組は毎回「3」に因んだクイズを出題。正解すれば「一本」となり、桂三四郎の人形が貰えた。また、正解でなくても正解に近い答えを書いていれば、三枝の裁量で「技あり」（技あり2回で一本）、「有効」（有効2回で技あり）、「効果」（効果2回で有効）といった柔道のルールに則したポイントが貰えた。しかし、あまりにも不適切な答えを書いていた場合には「警告」のポイントが出され、これを2回出すと人形を1体没収された。人形が無ければ、出場ペアのどちらか1人が退場させられた。解答方法は記入式で、初期にはディスプレイを使って表示していたが、末期には同じセットでフリップボードに記入する方法へと変更された。
シンキングタイム中に掛かっていた曲は、『パオパオチャンネル』で放送の「ピッカピカ音楽館」の中で流れていた「ピッカピカウォッシュ」のアレンジだった。

## 司会
- 桂三枝（現・6代目桂文枝）
- 若林志穂
- 神代知衣

## ネット局
| 放送対象地域  | 放送局           | 系列                                         | 備考   |
| ------------- | ---------------- | -------------------------------------------- | ------ |
| 関東広域圏    | テレビ朝日       | テレビ朝日系列                               | 制作局 |
| 北海道        | 北海道テレビ     | テレビ朝日系列                               |        |
| 青森県        | 青森朝日放送     | テレビ朝日系列                               |        |
| 宮城県        | 東日本放送       | テレビ朝日系列                               |        |
| 秋田県        | 秋田朝日放送     | テレビ朝日系列                               |        |
| 福島県        | 福島放送         | テレビ朝日系列                               |        |
| 新潟県        | 新潟テレビ21     | テレビ朝日系列                               |        |
| 長野県        | 長野朝日放送     | テレビ朝日系列                               |        |
| 静岡県        | 静岡朝日テレビ   | テレビ朝日系列                               | [ 1 ]  |
| 石川県        | 北陸朝日放送     | テレビ朝日系列                               |        |
| 近畿広域圏    | 朝日放送         | テレビ朝日系列                               |        |
| 広島県        | 広島ホームテレビ | テレビ朝日系列                               |        |
| 香川県 岡山県 | 瀬戸内海放送     | テレビ朝日系列                               |        |
| 福岡県        | 九州朝日放送     | テレビ朝日系列                               |        |
| 長崎県        | 長崎文化放送     | テレビ朝日系列                               |        |
| 熊本県        | 熊本朝日放送     | テレビ朝日系列                               |        |
| 大分県        | テレビ大分       | 日本テレビ系列 フジテレビ系列 テレビ朝日系列 |        |
| 鹿児島県      | 鹿児島放送       | テレビ朝日系列                               |        |

なお、名古屋テレビでは、当該枠ではこの当時ローカルセールス枠だったということもあり、自社制作番組『楽天GIGランド』を放送していた関係で本番組は一切放送されなかった(当時は臨時同時ネットも1回も放送されなかった)。この措置は当該枠の次番組『みのもんたの見たい知りたい』放送期間中の1993年9月まで続いたが、同年10月からは同時ネットへと切り替えている。
| テレビ朝日 水曜19:00枠                                                | テレビ朝日 水曜19:00枠                                | テレビ朝日 水曜19:00枠                                       |
| 前番組                                                                | 番組名                                                | 次番組                                                       |
| --------------------------------------------------------------------- | ----------------------------------------------------- | ------------------------------------------------------------ |
| 山瀬まみ・藤田朋子のおませなふたり （1991年10月16日 - 1992年9月16日） | クイズ!いち2の三枝 （1992年10月14日 - 1993年3月10日） | みのもんたの見たい知りたい （1993年4月14日 - 1994年3月23日） |